# Premiul Academiei Poloneze pentru cel mai bun actor în rol secundar
Premiul Academiei Poloneze pentru cel mai bun actor în rol secundar este unul din premiile acordate anual celui mai bun actor polonez într-un rol secundar. Se acordă din 2000.

## Câștigători și nominalizați
| An   | Actor                  | Film                                          | Rol                               |
| ---- | ---------------------- | --------------------------------------------- | --------------------------------- |
| 2000 | Andrzej Chyra          | Dług                                          | Gerard Nowak                      |
| 2000 | Krzysztof Majchrzak    | Amok                                          | "Rekin" ("Shark")                 |
| 2000 | Janusz Gajos           | Fuks                                          | Śledczy Mazur                     |
| 2000 | Bohdan Stupka          | Ogniem i mieczem                              | Bohdan Khmelnytsky                |
| 2000 | Krzysztof Stroiński    | Tydzień z życia mężczyzny                     | Oleś                              |
| 2001 | Janusz Gajos           | To ja, złodziej                               | Roman Wyskocz                     |
| 2001 | Krzysztof Pieczyński   | Daleko od okna                                | Jodła                             |
| 2001 | Zbigniew Zamachowski   | Prymas - trzy lata z tysiąca                  | Stanisław Skordecki               |
| 2001 | Franciszek Pieczka     | Syzyfowe prace                                | Józef                             |
| 2001 | Jan Frycz              | Zakochani                                     | Alfred Bobicki                    |
| 2002 | Jerzy Trela            | Quo Vadis                                     | Chilon Chilonides                 |
| 2002 | Krzysztof Kiersznowski | Cześć, Tereska                                | Stasiek, Tereska's father         |
| 2002 | Jan Frycz              | Egoiści                                       | Filip                             |
| 2002 | Maciej Stuhr           | Przedwiośnie                                  | Hipolit Wielosławski              |
| 2002 | Zbigniew Zamachowski   | Weiser                                        | Kołota                            |
| 2003 | Jacek Braciak          | Edi                                           | Jureczek Sokołow                  |
| 2003 | Jerzy Trela            | Anioł w Krakowie                              | Kloszard                          |
| 2003 | Ed Stoppard            | Pianista                                      | Henryk Szpilman                   |
| 2003 | Jan Frycz              | Tam i z powrotem                              | Piotr Klimek vel Jurek            |
| 2003 | Daniel Olbrychski      | Zemsta                                        | Dyndalski                         |
| 2004 | Jan Frycz              | Pornografia                                   | Siemian                           |
| 2004 | Sławomir Orzechowski   | Warszawa                                      | Jan Gołębiewski                   |
| 2004 | Zbigniew Zamachowski   | Żurek                                         | Matuszek                          |
| 2005 | Jan Frycz              | Pręgi                                         | Andrzej Winkler                   |
| 2005 | Borys Szyc             | Symetria                                      | Albert                            |
| 2005 | Arkadiusz Jakubik      | Wesele                                        | Jan Janocha                       |
| 2005 | Krzysztof Globisz      | Zerwany                                       | Teacher in youth detention center |
| 2006 | Jerzy Stuhr            | Persona non grata                             | Solliciteur                       |
| 2006 | Marek Kondrat          | Wróżby kumaka                                 | Marczak                           |
| 2006 | Jerzy Trela            | Zakochany Anioł                               | Kloszard "Szajbusek"              |
| 2007 | Krzysztof Kiersznowski | Statyści                                      | Edward Gralewski                  |
| 2007 | Adam Ferency           | Jasminum                                      | father Kleofas                    |
| 2007 | Andrzej Chyra          | Wszyscy jesteśmy Chrystusami                  | Adaś Miauczyński (33 years old)   |
| 2008 | Tomasz Sapryk          | Sztuczki                                      | Father of Stefek and Elka         |
| 2008 | Artur Żmijewski        | Katyń                                         | rotmistrz Andrzej                 |
| 2008 | Jan Frycz              | Korowód                                       | professor Zdzisław Dąbrowski      |
| 2009 | Robert Więckiewicz     | Ile waży koń trojański?                       | Darek Albrecht                    |
| 2009 | Andrzej Hudziak        | 33 sceny z życia                              | Jurek Szczęsny                    |
| 2009 | Rafał Maćkowiak        | 33 sceny z życia                              | Tomek                             |
| 2010 | Janusz Gajos           | Mniejsze zło                                  | Mieczysław Nowak                  |
| 2010 | Robert Więckiewicz     | Dom zły                                       | prosecutor Tomala                 |
| 2010 | Adam Woronowicz        | Rewers                                        | Mr. Józef                         |
| 2011 | Adam Woronowicz        | Chrzest                                       | "Gruby" ("Fat")                   |
| 2011 | Jan Frycz              | Różyczka                                      | colonel Wasiak                    |
| 2011 | Andrzej Chyra          | Wszystko, co kocham                           | Janek's father                    |
| 2012 | Jacek Braciak          | Róża                                          | Władek                            |
| 2012 | Adam Ferency           | 1920 Bitwa warszawska                         | chekist Bykowski                  |
| 2012 | Wojciech Pszoniak      | Kret                                          | Stefan Garbarek                   |
| 2013 | Arkadiusz Jakubik      | Drogówka                                      | staff sergeant Bogdan Petrycki    |
| 2013 | Dawid Ogrodnik         | Jesteś Bogiem                                 | Sebastian Salbert "Rahim"         |
| 2013 | Maciej Stuhr           | Obława                                        | Henryk Kondolewicz                |
| 2014 | Arkadiusz Jakubik      | Chce się żyć                                  | Paweł Rosiński                    |
| 2014 | Eryk Lubos             | Dziewczyna z szafy                            | Dzielnicowy Krzysztof             |
| 2014 | Adam Woronowicz        | Miłość                                        | Adam Kostrzewski                  |
| 2015 | Piotr Głowacki         | Bogowie                                       | Marian Zembala                    |
| 2015 | Ireneusz Czop          | Jack Strong                                   | Marian Rakowiecki                 |
| 2015 | Adam Woronowicz        | Pani z przedszkola                            | Hubert Myśliwski                  |
| 2015 | Arkadiusz Jakubik      | Pod Mocnym Aniołem                            | "Terrorysta" ("Terrorist")        |
| 2016 | Wojciech Pszoniak      | Excentrycy, czyli po słonecznej stronie ulicy | Felicjan Zuppe                    |
| 2016 | Adam Woronowicz        | Demon                                         | Doctor                            |
| 2016 | Marcin Dorociński      | Moje córki krowy                              | Grzegorz                          |
| 2017 | Jacek Braciak          | Wołyń                                         | Głowacki                          |
| 2017 | Arkadiusz Jakubik      | Jestem mordercą                               | Wiesław Kalicki                   |
| 2017 | Dawid Ogrodnik         | Ostatnia rodzina                              | Tomasz Beksiński                  |

## Cele mai multe nominalizări
| Actor                                           | Nominalizări |
| ----------------------------------------------- | ------------ |
| Jan Frycz                                       | 6            |
| Arkadiusz Jakubik                               | 4            |
| Janusz Gajos; Jerzy Trela; Zbigniew Zamachowski | 3            |